# Salvador Flores
Salvador Flores (1906. – ?), paraguayi válogatott labdarúgó.
A paraguayi válogatott tagjaként részt vett az 1930-as világbajnokságon és az 1929-es Dél-amerikai bajnokságon.

## Külső hivatkozások
- Salvador Flores a FIFA.com honlapján Archiválva 2009. április 2-i dátummal a Wayback Machine-ben